# 서교동 (서울)
서교동(西橋洞)은 서울특별시 마포구의 행정동 및 법정동이다.

## 유래
서교동은 옛날 연희동 골짜기에서 흘러내렸던 개울이 이곳에서 여러 갈래로 흐르고 있었으며, 거기에는 많은 작은 다리가 놓여 마을 이름이 ‘잔다리 마을’로 불려 왔는데, 서교동은 동교동보다 조금 낮은 곳에 위치하여 "아랫잔다리"라 하고, 동교동은 "윗잔다리"라 하였고, ‘서쪽 잔다리’를 줄여서 ‘서세교리’(西細橋理)라고 불렀고, 여기서 서교동이라는 동명이 유래되었다.

## 법정동
- 서교동
- 동교동
- 노고산동

## 지역 특징
홍대입구역을 중심으로 서울의 주요한 상권 중 하나인 홍대거리 상권이 조성되어 있다.
동교동에는 김대중 전 대통령의 자택과 김대중도서관이 위치해있다. 때문에 김대중 전 대통령을 따르는 정치 세력을 동교동계라고 지칭한다.

## 교통
- ● 서울 지하철 2호선, ● 수도권 전철 경의·중앙선, ● 인천국제공항철도 : 홍대입구역
- ● 서울 지하철 2호선, ● 서울 지하철 6호선 : 합정역